# Aphthona puncticollis
Aphthona puncticollis es un coleóptero de la familia Chrysomelidae. Fue descrita científicamente por primera vez en 1866 por Allard.